# 竹間沢
竹間沢（ちくまざわ）は、埼玉県入間郡三芳町の大字。郵便番号は354-0043。

## 地理
埼玉県三芳町の南東部に位置する。東で富士見市、南で新座市、西で所沢市と接する。西部を川越街道が南北に走っている。地区内には鉄道が敷設されていないが、東武東上線みずほ台駅から近く、宅地化が進んでいる。竹間沢東成立以降、柳瀬川の河原が飛び地となっており、飛び地だけ志木市と接している。

## 歴史
かつては竹間沢村であった。

### 年表
- 1889年（明治22年）4月1日 - 入間郡上富村、藤久保村、竹間沢村、北永井村の4村が合併して三芳村が成立。竹間沢村は三芳村の大字竹間沢となる。
- 1970年（昭和45年）11月3日 - 三芳村が町制施行。三芳町の大字となる。
- 1980年（昭和55年）11月15日 - 大字竹間沢と大字藤久保の各一部からみよし台が成立[4]。

## 世帯数と人口
2019年（令和元年）12月31日現在現在の世帯数と人口は以下の通りである。
| 大字   | 世帯数    | 人口    |
| ------ | --------- | ------- |
| 竹間沢 | 1,705世帯 | 4,156人 |

## 小・中学校の学区
市立小・中学校に通う場合、学区は以下の通りとなる。
| 番地                  | 小学校               | 中学校               |
| --------------------- | -------------------- | -------------------- |
| 347、351〜4、355〜356 | 三芳町立唐沢小学校   | 三芳町立三芳東中学校 |
| その他                | 三芳町立竹間沢小学校 | 三芳町立三芳東中学校 |

なお、315〜342は、調整区域として条件付きで三芳町立唐沢小学校に就学可能である。

## 交通
- 国道254号（川越街道）
- 鎌倉通り
- 竹間沢通り

## 施設
- 三芳町立竹間沢小学校
- 竹間沢支所
- 三芳町立歴史民俗資料館
- 竹間沢こぶしの里
- 竹間神社
- 稲荷神社
- 泉蔵院
- 旧池上家住宅